# 經濟發展委員會
經濟發展委員會，於2013年1月17日成立，旨在製定經濟發展策略和產業政策，由香港行政長官擔任主席及委任成員。現時已由行政長官創新及策略發展顧問團取代，委員會至2018年3月21日起解散。

## 組織
經濟發展委員會轄下包括4個工作小組
- 航運業工作小組（包括海運及空運）－召集人：周松崗
- 會展及旅遊業工作小組－召集人：蘇澤光
- 製造、高新科技及文化創意產業工作小組－召集人：羅仲榮
- 專業服務業工作小組－召集人：劉炳章

### 委員 (直至2018年3月21日)
- 香港行政長官(主席)
- 香港財政司司長(當然委員)
- 香港商務及經濟發展局局長(當然委員)
- 香港發展局局長(當然委員)
- 香港創新及科技局局長(當然委員)
- 香港運輸及房屋局局長(當然委員)

- 巴曙松
- 鄭國漢
- 鄭文聰
- 錢果豐
- 蔡冠深
- 周松崗
- 馮國經
- 劉炳章
- 李秀恒
- 李世默
- 廖長城
- 劉大貝
- 劉憶如
- 羅仲榮
- 呂明華
- 彭一邦
- 蘇澤光
- 董立新
- 王冬勝
- 黃友嘉
- 楊榮文
- 岳毅
- 盛智文 [3]

## 歷史
2013年10月31日，經濟發展委員會舉行第3次會議，當中航運業工作小組建議設立民航訓練學院，以培育訓練香港以至鄰近地區的年輕人加入航運行業，民航處將會就此進行可行性評估。航運業工作小組又成立了航空融資專題小組，研究有關飛機租賃的財務及稅制問題，希望將香港發展成為區域航空中心及飛機租賃中心。此外，航運業工作小組討論以1億港元成立基金以培育訓練航運業界人才的具體計劃，包括透過提供獎學金、學費減免及實習機會等，以吸引年輕人加入航運行業。會展及旅遊業工作小組則建議就飛躍啟德舉辦國際性設計比賽，及建議調查會展行業的未來需求。